# Lucas Rodríguez (zapaśnik portorykański)
Lucas Anthony Rodríguez (ur. 17 lipca 1999) – portorykański zapaśnik walczący w stylu wolnym. 
Srebrny medalista mistrzostw panamerykańskich w 2025 roku.
Zawodnik Gateway High School z Kissimmee, William R. Boone High School z Orlando i Pennsylvania Western University, Edinboro.